# 叔老
叔老（？—前551年），中国春秋时期鲁国的大夫，他是鲁文公的曾孙、叔肸之孙、子叔声伯之子，《左传》作子叔齐子。
前559年（鲁襄公十四年）春季，吴国到晋国报告自己战败于楚国，诸侯为吴国策划进攻楚国，鲁国季孙宿、叔老和晋国的士匄、齐国人、宋国人、卫国人、郑国公孙虿、曹国人、莒国人、邾国人、滕国人、薛国人、杞国人、小邾国人和吴国人在向地会见。当时叔老作为季武子季孙宿的副手而参加会见，《左传》说自此晋国人减轻了鲁国的财礼而更敬重鲁国的使臣。前557年（鲁襄公十六年）五月，叔老会郑简公、晋国荀偃、卫国宁殖、宋国人伐许国。前553年（鲁襄公二十年）秋季，叔老第一次到齐国聘问，《左传》说他是合于礼的。前551年（鲁襄公二十二年）七月辛酉，叔老卒。